# Filister

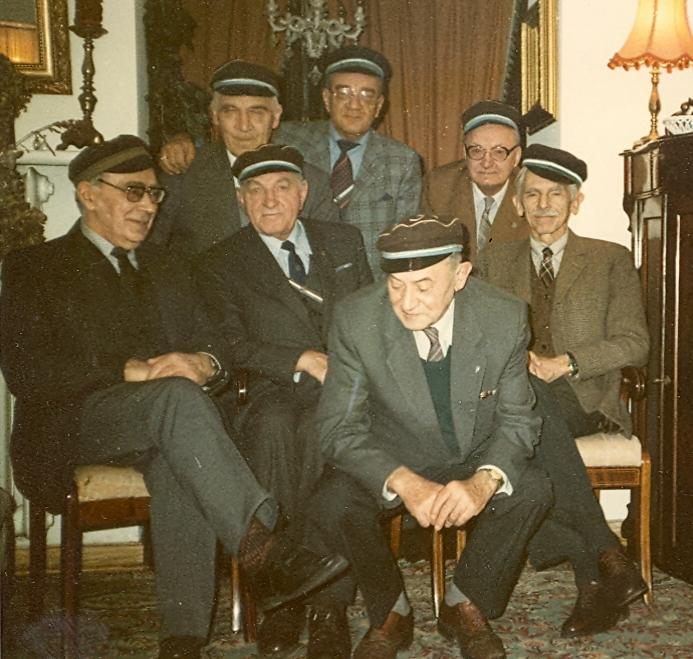
Filistrzy korporacji akademickiej Sarmatia w czasie komerszu w 1988

Filister – w korporacjach akademickich nazwa używana na określenie korporantów, którzy ukończyli studia. Filistrzy zobowiązani są do duchowego, organizacyjnego i finansowego wspierania członków czynnych, czyli studentów. Zbierają się podczas dorocznego komerszu korporacji i należą do organizacji filisterskich.
W niektórych polskich korporacjach akademickich nazwa „filister” została zastąpiona innymi terminami: w Korporacji Akademickiej Respublica używa się określenia „weteran”, a w Korporacji Jagiellonia – „stary strzecha”. Filistrzy bywają również nazywani „seniorami”.

## Filistrzyhonoris causa
W znacznej liczbie korporacji II Rzeczpospolitej istniał tytuł tzw. filistra honoris causa (filister h.c.),  nadawany przez konwent i wiążący się z posiadaniem wszystkich przywilejów przysługujących filistrom. Przyznawano go np. wykładowcom akademickim, zwłaszcza opiekunom korporacji z ramienia uczelni, osobom zasłużonym dla poszczególnych stowarzyszeń, a także osobom, które mogły dodać splendoru organizacji.

## Stowarzyszenia filistrów
Z Niemiec, gdzie tradycja korporacji trwa nieprzerwanie, pochodzi zwyczaj tworzenia odrębnych stowarzyszeń filistrów (Altherrenverband, Philisterium, Philisterverband), które służą utrzymaniu kontaktów między nimi oraz wspomaganiu finansowemu i społecznemu młodszych kolegów, będących członkami tak zwanej czynnej korporacji. Najczęściej, po ukończeniu studiów, filister przestaje być członkiem korporacji czynnej (zachowując prawa do używania jej barw, kwatery itp.) i wchodzi w szeregi organizacji filistrów danej korporacji. W nielicznych przypadkach filister łączy członkostwo w organizacji filisterskiej z biernym członkostwem w korporacji czynnej (Konwent Polonia).
W Polsce również istnieją organizacje filisterskie, tworzone przez największe polskie korporacje: Związek Filistrów Konwentu Polonia, Związek Filistrów Arkonii, Stowarzyszenie Filistrów Welecji, funkcjonujące jako odrębne od korporacji stowarzyszenia rejestrowe. Istnieją także organizacje filisterskie o charakterze międzykorporacyjnym: Stowarzyszenie Filistrów Polskich Korporacji Akademickich w Warszawie, Stowarzyszenie Filistrów Korporacji Akademickich w Poznaniu.